# Chromosome 2 humain
Le chromosome 2 est un des 24 chromosomes humains. C'est l'un des 22 autosomes.

## Caractéristiques du chromosome 2
- Nombre de paires de bases : 243 018 229
- Nombre de gènes : 1 482
- Nombre de gènes connus : 1 246
- Nombre de pseudo gènes : 690
- Nombre de variations des nucléotides (S.N.P ou single nucleotide polymorphisme) : 706 151

## Maladies chromosomiques décrites du chromosome 2
- Maladie de Gilbert

## Gènes localisés sur le chromosome 2
Le chromosome 2 contient les gènes homéotiques (HOM ou HOX) du groupe D.
Le gène LRRTM1, augmentant la possibilité d'être gaucher, est aussi sur ce chromosome.

## Maladies localisées sur le chromosome 2
- La nomenclature utilisée pour localiser un gène est décrite dans l'article de celui-ci
- Les maladies en rapport avec des anomalies génétiques localisées sur le chromosome 2 sont :

| Maladies localisées sur le chromosome 2                                                     | Maladies localisées sur le chromosome 2 | Maladies localisées sur le chromosome 2 | Maladies localisées sur le chromosome 2 | Maladies localisées sur le chromosome 2 | Maladies localisées sur le chromosome 2 |
| ------------------------------------------------------------------------------------------- | --------------------------------------- | --------------------------------------- | --------------------------------------- | --------------------------------------- | --------------------------------------- |
| Pathologie                                                                                  | Transmission                            | O.M.I.M                                 | Locus                                   | Gène                                    | Protéine codée par le gène              |
| Bras long                                                                                   |                                         |                                         |                                         |                                         |                                         |
|                                                                                             |                                         |                                         |                                         |                                         |                                         |
|                                                                                             |                                         |                                         |                                         |                                         |                                         |
|                                                                                             |                                         |                                         |                                         |                                         |                                         |
|                                                                                             |                                         |                                         |                                         |                                         |                                         |
|                                                                                             |                                         |                                         |                                         |                                         |                                         |
|                                                                                             |                                         |                                         |                                         |                                         |                                         |
| Maladie veino-occlusive hépatique avec immunodéficience                                     | Récessive                               | 235550                                  | q37.1                                   | SP110                                   |                                         |
|                                                                                             |                                         |                                         | q37                                     |                                         |                                         |
|                                                                                             |                                         |                                         |                                         |                                         |                                         |
|                                                                                             |                                         |                                         |                                         |                                         |                                         |
|                                                                                             |                                         |                                         |                                         |                                         |                                         |
|                                                                                             |                                         |                                         |                                         |                                         |                                         |
| Hyperoxalurie type 1                                                                        | Récessive                               | 259900                                  | q36-q37                                 | AGXT                                    |                                         |
|                                                                                             |                                         |                                         | q36                                     |                                         |                                         |
|                                                                                             |                                         |                                         |                                         |                                         |                                         |
|                                                                                             |                                         |                                         |                                         |                                         |                                         |
| Myopathie avec surcharge en desmine                                                         | Dominante                               | 601419                                  | q35                                     | DES                                     |                                         |
| Dyskinésie non kinésigénique paroxystique                                                   |                                         |                                         |                                         |                                         |                                         |
|                                                                                             |                                         |                                         | Q35                                     |                                         |                                         |
| Syndrome de Waardenburg type 1                                                              | Dominante                               |                                         |                                         |                                         |                                         |
|                                                                                             |                                         |                                         |                                         |                                         |                                         |
|                                                                                             |                                         |                                         |                                         |                                         |                                         |
|                                                                                             |                                         |                                         |                                         |                                         |                                         |
|                                                                                             |                                         |                                         | Q34                                     |                                         |                                         |
| Sclérose latérale primitive                                                                 |                                         |                                         |                                         |                                         |                                         |
| Sclérose latérale amyotrophique juvénile                                                    |                                         |                                         |                                         |                                         |                                         |
| Paraplégie spastique familiale ascendante à début précoce                                   |                                         |                                         | Q33                                     |                                         |                                         |
|                                                                                             |                                         |                                         | Q33                                     |                                         |                                         |
|                                                                                             |                                         |                                         |                                         |                                         |                                         |
|                                                                                             |                                         |                                         |                                         |                                         |                                         |
|                                                                                             |                                         |                                         |                                         |                                         |                                         |
|                                                                                             |                                         |                                         | Q32                                     |                                         |                                         |
| Syndrome de Bardet-Biedl                                                                    |                                         |                                         |                                         |                                         |                                         |
| Myopathie distale de Udd                                                                    |                                         |                                         |                                         |                                         |                                         |
| Syndrome d'Ehlers-Danlos type classique                                                     |                                         |                                         |                                         |                                         |                                         |
| Syndrome d'Ehlers-Danlos type vasculaire                                                    |                                         |                                         |                                         |                                         |                                         |
|                                                                                             |                                         |                                         | Q31                                     |                                         |                                         |
|                                                                                             |                                         |                                         |                                         |                                         |                                         |
| Cholestase intrahépatique familiale progressive à activité gamma-glutamyl-transférase basse | Récessive                               | 243300                                  | q24                                     | ABCB11                                  |                                         |
| Érythromelalgie primaire familiale                                                          | Dominante                               | 133020                                  | q24                                     | SCN9A                                   |                                         |
|                                                                                             |                                         |                                         | q24                                     |                                         |                                         |
|                                                                                             |                                         |                                         |                                         |                                         |                                         |
|                                                                                             |                                         |                                         |                                         |                                         |                                         |
| Ataxie paroxystique héréditaire                                                             |                                         |                                         |                                         |                                         |                                         |
|                                                                                             |                                         |                                         | Q22                                     |                                         |                                         |
|                                                                                             |                                         |                                         |                                         |                                         |                                         |
|                                                                                             |                                         |                                         |                                         |                                         |                                         |
| Xeroderma pigmentosum (de type B)                                                           | Récessive                               | 133510                                  | Q21                                     | ERCC3                                   | Enzyme ERCC3                            |
|                                                                                             |                                         |                                         |                                         |                                         |                                         |
|                                                                                             |                                         |                                         |                                         |                                         |                                         |
|                                                                                             |                                         |                                         |                                         |                                         |                                         |
|                                                                                             |                                         |                                         | Q14                                     |                                         |                                         |
| Syndrome de Joubert                                                                         |                                         |                                         | Q13                                     |                                         |                                         |
|                                                                                             |                                         |                                         | Q12                                     |                                         |                                         |
|                                                                                             |                                         |                                         |                                         |                                         |                                         |
|                                                                                             |                                         |                                         | Q11                                     |                                         |                                         |
|                                                                                             |                                         |                                         | Q11                                     |                                         |                                         |
|                                                                                             |                                         |                                         |                                         |                                         |                                         |
|                                                                                             |                                         |                                         |                                         |                                         |                                         |
| Bras court                                                                                  |                                         |                                         |                                         |                                         |                                         |
|                                                                                             |                                         |                                         | P11                                     |                                         |                                         |
|                                                                                             |                                         |                                         | P11.2                                   |                                         |                                         |
|                                                                                             |                                         |                                         | P12                                     |                                         |                                         |
|                                                                                             |                                         |                                         |                                         |                                         |                                         |
|                                                                                             |                                         |                                         |                                         |                                         |                                         |
|                                                                                             |                                         |                                         |                                         |                                         |                                         |
|                                                                                             |                                         |                                         |                                         |                                         |                                         |
|                                                                                             |                                         |                                         |                                         |                                         |                                         |
|                                                                                             |                                         |                                         |                                         |                                         |                                         |
|                                                                                             |                                         |                                         | P13                                     |                                         |                                         |
| Syndrome d'Alström                                                                          |                                         |                                         |                                         |                                         |                                         |
| Myopathie de Miyoshi                                                                        |                                         |                                         | P13.3                                   |                                         |                                         |
| Dystrophie musculaire des ceintures                                                         |                                         |                                         | P13.3                                   |                                         |                                         |
|                                                                                             |                                         |                                         |                                         |                                         |                                         |
|                                                                                             |                                         |                                         | P14                                     |                                         |                                         |
|                                                                                             |                                         |                                         |                                         |                                         |                                         |
|                                                                                             |                                         |                                         |                                         |                                         |                                         |
|                                                                                             |                                         |                                         |                                         |                                         |                                         |
|                                                                                             |                                         |                                         | P15                                     |                                         |                                         |
| Complexe de Carney                                                                          |                                         |                                         | p16                                     |                                         |                                         |
|                                                                                             |                                         |                                         | p16                                     |                                         |                                         |
| Paraplégie spastique familiale type 4                                                       |                                         |                                         | P21                                     |                                         |                                         |
| Cancer colorectal héréditaire sans polypose (syndrome de Lynch, ou syndrome HNPCC)          | Dominante                               | 609309                                  | P21                                     | MSH2 (en)                               |                                         |
|                                                                                             |                                         |                                         | P22                                     |                                         |                                         |
|                                                                                             |                                         |                                         |                                         |                                         |                                         |
|                                                                                             |                                         |                                         |                                         |                                         |                                         |
|                                                                                             |                                         |                                         |                                         |                                         |                                         |
|                                                                                             |                                         |                                         | P23                                     |                                         |                                         |
|                                                                                             |                                         |                                         |                                         |                                         |                                         |
|                                                                                             |                                         |                                         |                                         |                                         |                                         |
|                                                                                             |                                         |                                         |                                         |                                         |                                         |
|                                                                                             |                                         |                                         | P24                                     |                                         |                                         |
|                                                                                             |                                         |                                         |                                         |                                         |                                         |
|                                                                                             |                                         |                                         |                                         |                                         |                                         |
|                                                                                             |                                         |                                         |                                         |                                         |                                         |
|                                                                                             |                                         |                                         | P25                                     |                                         |                                         |
|                                                                                             |                                         |                                         |                                         |                                         |                                         |
|                                                                                             |                                         |                                         |                                         |                                         |                                         |
|                                                                                             |                                         |                                         |                                         |                                         |                                         |